# Сердюк Зиновій Тимофійович
Зино́вій Тимофі́йович Сердю́к (2 (15) листопада 1903 , Арбузинка, Костянтинівська волость, Єлисаветградський повіт, Херсонська губернія, Російська імперія  — 8 серпня 1982 , Москва ) — український радянський партійний і державний діяч. Герой Соціалістичної Праці (1963). Член ЦК КП(б)У (1938—1954). Кандидат у члени Оргбюро ЦК КП(б)У (травень 1940 — січень 1949). Член Оргбюро ЦК КП(б)У (січень 1949 — вересень 1952). Кандидат у члени Політбюро ЦК КП(б)У (січень 1949 — березень 1954). Перший секретар ЦК КП Молдавії (лютий 1954 — травень 1961). Член Бюро ЦК КП Молдавії (лютий 1954 — травень 1961). Кандидат у члени ЦК ВКП(б) (1939—1956). Член ЦК КПРС (1956—1966). Депутат Верховної Ради СРСР 1–6-го скликань (1941—1966). Депутат Верховної Ради УРСР 1, 2 та 3-го скликань.

## Біографія
Народився 15 листопада 1903 року в родині українського селянина-бідняка, чорнороба на залізниці в селі Арбузинка, тепер Миколаївська область, Україна.
Трудову діяльність розпочав у квітні — листопаді 1917 року робітником-ремонтником дільниці Південно-Західній залізниці на станції Сортувальна в місті Одесі. У листопаді 1917 — травні 1918 року — проживав у рідному селі Арбузинці. У травні 1918 — жовтні 1920 року — чорнороб контори залізничної дільниці на станції Кавуни Південно-Західній залізниці.
У листопаді 1920 — лютому 1922 року — сільськогосподарський робітник господарства «Акмечетка» в селі Ак-Мечеть Одеської губернії. У лютому 1922 — жовтні 1923 року — сільськогосподарський робітник радгоспу «Ульяновка» Одеської губернії. У 1923 році вступив до комсомолу.
У листопаді 1923 — серпні 1926 року — робітник, голова робітничого комітету Одеської Спілки комунальників, секретар комсомольської організації водопідйомного заводу Одеського комунального відділу.
Член РКП(б) з липня 1925 року.
У вересні 1926 — жовтні 1927 року — голова Янівського районного комітету професійної Спілки сільськогосподарських робітників Одеського округу. У жовтні 1927 — серпні 1929 року — інспектор Одеського окружного відділу праці.
У вересні 1929 — лютому 1931 року — слухач Вищої школи профспілкового руху при ВЦРПС у Москві.
У лютому 1931 — травні 1932 року — відповідальний інструктор, завідувач сектору ЦК Спілки робітників тваринницьких радгоспів. У травні 1932 — жовтні 1933 року — заступник голови, у жовтні 1933 — жовтні 1934 року — голова Октябрської районної ради професійних спілок міста Москви.
У листопаді 1934 — жовтні 1935 року — помічник з політичної частини капітана криголаму «Русанов» Головного управління Північного морського шляху. У жовтні 1935 — вересні 1936 року — заступник начальника політичного відділу Архангельського управління Головного управління Північного морського шляху при РНК СРСР.
У вересні 1936 — вересні 1937 року — секретар партійного комітету ВКП(б) Державного ордена Леніна Великого академічного театру у Москві. У жовтні 1937 — січні 1938 року — 3-й секретар Свердловського районного комітету ВКП(б) міста Москви.
У січні 1938 переведений в Україну: у січні — лютому 1938 року — інструктор, у лютому — квітні 1938 року — 2-й заступник завідувача відділу керівних партійних органів ЦК КП(б)У.
27 квітня 1938 — 29 травня 1938 року — виконувач обов'язків 3-го секретаря Київського обласного комітету КП(б)У.
27 травня 1938 — 19 травня 1939 року — 2-й секретар Київського міського комітету КП(б)У.
3 лютого 1939 — вересень 1941 року — 2-й секретар Київського обласного комітету КП(б)У.
З початком Німецько-радянської війни — на партійній роботі у РСЧА: член Військових рад 5-ї (1941), 21-ї (1941—1942) і 64-ї (7-ї гвардійської) (1942—1943) армій.
У жовтні 1943 — березні 1947 року — 2-й секретар Київського обласного комітету КП(б)У.
22 березня 1947 — 5 лютого 1949 року — 1-й секретар Київського обласного комітету КП(б)У.
28 січня 1949 — травень 1952 року — секретар ЦК КП(б)У. У вересні 1951 — березні 1952 року — слухач Курсів керівних працівників при ЦК ВКП(б) у Москві.
4 квітня 1952 — 9 лютого 1954 року — 1-й секретар Львівського обласного комітету КПУ.
6 лютого 1954 року призначений 1-м секретарем ЦК КП Молдавії, пробув на цій посаді до 29 травня 1961 року.
У червні 1961 — листопаді 1962 року — 1-й заступник голови Комітету партійного контролю (КПК) при ЦК КПРС. 23 листопада 1962 — 6 грудня 1965 року (березень 1966) — 1-й заступник голови Партійної комісії при ЦК КПРС.
У березні 1966 року вийшов на пенсію. Мешкав у Москві. Помер 18 серпня 1982 року. Похований на Троєкурівському цвинтарі.

## Звання
- бригадний комісар
- полковник
- генерал-майор (31.03.1943)

## Нагороди
Указом Президії Верховної Ради СРСР від 4 листопада 1963 року за значні заслуги перед Комуністичною партією і Радянською державою та в зв'язку з 60-річчям з дня народження, Сердюку Зиновію Тимофійовичу присвоєне звання Героя Соціалістичної Праці з врученням ордена Леніна і золотої медалі «Серп і Молот».
Нагороджений чотирма орденами Леніна (23.01.1948; 06.11.1953; 15.02.1957; 04.11.1963), двома орденами Червоного Прапора (06.11.1941; 04.02.1943), двома орденами Вітчизняної війни I ступеня (27.08.1943, 01.02.1945), медалями.